# Saumont
Saumont település Franciaországban, Lot-et-Garonne megyében. Lakosainak száma 242 fő (2022. január 1.). Saumont Montagnac-sur-Auvignon, Calignac, Fieux, Laplume, Moncaut, Nomdieu és Saint-Vincent-de-Lamontjoie községekkel határos.

## Népesség
A település népessége az elmúlt években az alábbi módon változott:
| Lakosok száma | 160  | 151  | 142  | 198  | 250  | 254  | 256  | 266  | 258  | 242  |
|               | 1968 | 1982 | 1990 | 2006 | 2013 | 2015 | 2017 | 2019 | 2020 | 2022 |